# Pterocryptis wynaadensis
Pterocryptis wynaadensis är en fiskart som först beskrevs av Day, 1873.  Pterocryptis wynaadensis ingår i släktet Pterocryptis och familjen malfiskar. IUCN kategoriserar arten globalt som starkt hotad. Inga underarter finns listade i Catalogue of Life.